# ستيف فوكس (لاعب كرة قدم)
ستيف فوكس (بالإنجليزية: Steve Fox)‏ (17 فبراير 1958 في المملكة المتحدة - 1 ديسمبر 2012) هو لاعب كرة قدم بريطاني في مركز جناح ‏. لعب مع برمنغهام سيتي وبورت فايل ونادي ريكسهام ونادي ريل ونادي تشستر سيتي ونادي تاموورث.

## وصلات خارجية
- ستيف فوكس على موقع قاعدة بيانات كرة القدم.إي يو (الإنجليزية)
- ستيف فوكس على موقع عالم كرة القدم.نت (الإنجليزية)